# Tikari
Tikari (o Tekari) è una suddivisione dell'India, classificata come municipality, di 17.615 abitanti, situata nel distretto di Gaya, nello stato federato del Bihar. In base al numero di abitanti la città rientra nella classe IV (da 10.000 a 19.999 persone).

## Geografia fisica
La città è situata a 24° 55' 60 N e 84° 49' 60 E e ha un'altitudine di 81 m s.l.m..

## Società

### Evoluzione demografica
Al censimento del 2001 la popolazione di Tikari assommava a 17.615 persone, delle quali 9.192 maschi e 8.423 femmine. I bambini di età inferiore o uguale ai sei anni assommavano a 3.015, dei quali 1.562 maschi e 1.453 femmine. Infine, coloro che erano in grado di saper almeno leggere e scrivere erano 11.556, dei quali 6.763 maschi e 4.793 femmine.